# Turricula nelliae
Turricula nelliae é uma espécie de gastrópode do gênero Turricula, pertencente a família Clavatulidae.

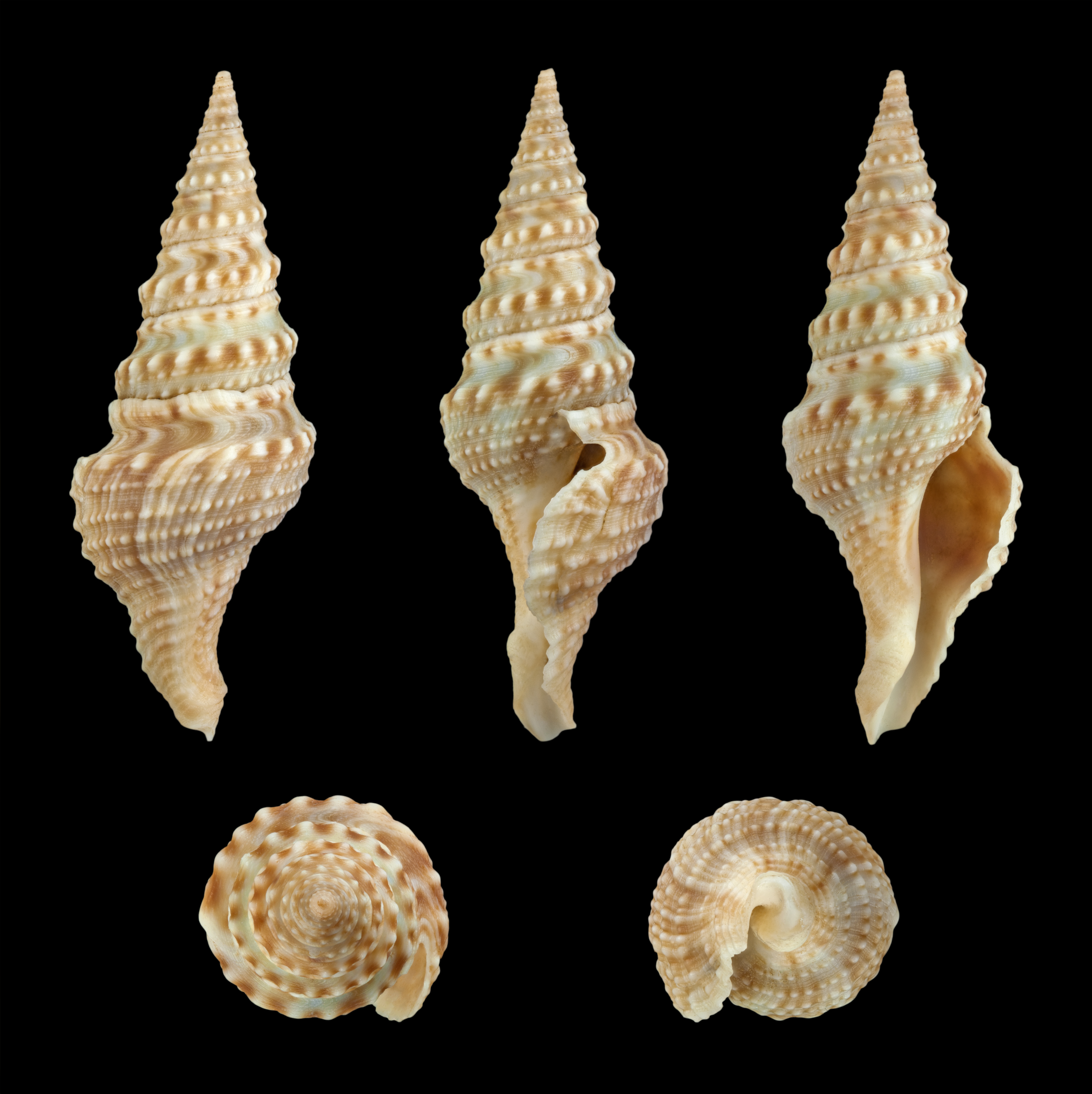
Turricula nelliae spuria (Hedley, 1922)